# 渡島大澤站
渡島大澤站（日语：／ Oshima-ōsawa eki */?）是位於北海道松前郡松前町字荒谷的北海道旅客鐵道（JR北海道）松前線的鐵路站。在1988年停用。

## 車站構造
- 單式月台1面1線。不可列車交會。
- 無人站

## 車站週邊
- 國道228號
- 松前町政廳大澤分廳
- 白神郵局
- 松前町立白神小學

## 历史
- 1946年（昭和21年）12月15日 - 本站至渡島吉岡站開通，開設為日本國有鐵道之車站。客運站。
- 1946年（昭和28年）11月8日 - 本駅至松前開通，成為中途站。
- 1961年（昭和36年）11月10日 - 貨物起卸服務停止。
- 1962年（昭和37年）7月1日 - 業務委託化。
- 1970年（昭和45年）12月12日 - 成為無人站。
- 1987年（昭和62年）4月1日 - 因國鐵分割民營化，本站成為北海道旅客鐵道的車站。
- 1988年（昭和63年）2月1日 -  松前線停運，本站也成為廢站。

## 相鄰車站
北海道旅客鐵道
松前線
渡島吉岡－渡島大澤－及部

## 相關項目
- 日本鐵路車站列表